# Placa das Carolinas
A placa das ilhas Carolinas (também designada por placa Caroline) é uma placa tectónica secundária, com 1 700 000 km2 de área, que atravessa a linha do Equador no hemisfério oriental, localizada ao norte de Nova Guiné. O seu bordo forma uma zona de subducção ao longo da fronteira com as placas Bird's Head e a Woodlark ao sul. Uma falha transformante marca o seu bordo norte ao longo da placa do Pacífico. Ao longo da fronteira com a placa do Mar das Filipinas há um limite convergente que faz a transição para um rift.

## Estrutura
Constituída por um terreno separado, com sua própria história tectónica, a Placa das Carolinas foi considerada parte da Placa do Pacífico por causa da sismicidade esparsa e baixas velocidades relativas ao longo dos seus limites. Inclui as bacias West e East Caroline e a dorsal oceânica inativa Eauripik que as separa, mas não inclui a região do arquipélago das ilhas Carolinas nem a dorsal das Carolinas. A placa está a sofrer subducção sob as placas Bird's Head e Wood lark ao longo da fossa da Nova Guiné ao sul.
A fronteira com a placa do Mar das Filipinas, a oeste, tem dois segmentos: o segmento sul, conhecido por Ayu Trough estava em expansão a uma taxa de 8 mm/ano há cerca de 25–2 Ma, mas vem desacelerando desde então. O segmento norte, as trincheiras Palau e a porção sul da Yap, não é uma zona de subducção ativa, conforme indicado pela falta de vulcanismo ativo. A fronteira Caroline-Pacífico é um sistema complexo e em evolução, parcialmente e potencialmente em transformação numa zona de subducção. O limite sudeste, ao longo da fossa de Manus, é um limite convergente, mas na ausência de vulcões ativos e sismos, indica que não é presentemente uma zona de subducção ativa.
A placa Caroline move-se a velocidades muito próximas das da Placa do Pacífico e sua idade de formação e estatuto atual como placa independente são incertos. Há uma taxa muito lenta de expansão entre as placas Caroline e do Mar das Filipinas, mas a placa Caroline aparentemente se moveu junto com as placas do Mar das Filipinas e da Nova Guiné durante o Neogeno.
A dorsal Caroline, ao norte, encontra a placa Caroline no Sorol Trough, no qual há alguma evidência de extensão oblíqua; a dorsal Caroline, no entanto, é, embora de origem incerta, constituída por crosta oceânica e é provavelmente o produto de um ponto quente mantélico. A presença de uma trincheira e indicações de subducção abaixo da Placa do Pacífico é sugestiva, mas a ausência de um arco insular, que poderia ser esperado em resultado de subducção substancial no passado, torna o desenvolvimento ao longo deste limite pouco claro.
A placa Caroline foi, indubitavelmente, uma placa separado no passado. A fronteira ao longo de seu lado leste, a fossa Mussau, deve ter sido uma fronteira importante, uma vez que as anomalias magnéticas na placa Caroline são do Oligoceno, mas aquelas na Placa do Pacífico são do Cretáceo. Há indícios de expansão crustal no Mar das Carolinas no período de 34-27 Ma. Se a placa Caroline se moveu com a placa do Pacífico, deveria haver evidência clara de uma subducção correspondente abaixo da Nova Guiné, mas da qual não há praticamente nenhum sinal. O Ayu Trough é uma zona de expansão lenta que abriu há 15 Ma.